# John George Haigh
John George Haigh, kallad Syrabadsmördaren, född 24 juli 1909 i Stamford, Lincolnshire, död 10 augusti 1949 i Wandsworth, var en brittisk seriemördare. Han dömdes till döden för att ha dödat sex personer och upplöst deras kroppar i svavelsyra.

## Biografi
Haighs föräldrar var medlemmar av den protestantiska sekten Plymouthbröderna och fadern lät uppföra en tre meter hög mur runt bostadshusets trädgård i ett försök att skydda sonen från yttervärlden.
Haigh dömdes för bedrägerier och tillbringade flera år i fängelse. Det var i fängelset som han ska ha kommit på idén med att lösa upp kropparna i svavelsyra i ett försök att undgå att dömas för mord.

### Morden
Haigh frigavs från ett fängelsestraff 1943 och träffade kort därefter sin tidigare arbetsgivare, den förmögne William McSwan. Den 6 september 1944 försvann McSwan. Haigh hade lurat ner honom i en källare vid Gloucester Road och där slagit ihjäl honom. Därefter placerade han kroppen i en tunna och hällde omkring 180 liter svavelsyra över kroppen. Två dagar senare hade kroppen lösts upp och han tömde tunnans innehåll i en gatubrunn. Haigh berättade för McSwans föräldrar att deras son hade gått under jorden för att undgå att bli inkallad till krigstjänst. Föräldrarna blev dock misstänksamma när sonen inte kom tillbaka vid andra världskrigets slut. Haigh lurade då med dem till Gloucester Road, där han mördade dem och löste upp kropparna i syra. Därefter stal Haigh föräldrarnas pensionschecker och sålde deras tillhörigheter. Under några år levde han gott, men pengarna sinade. Än en gång mördade han för att rädda sin ekonomi. Denna gång var det ett par som hette Archibald och en kvinna som hette Rose Henderson. Även deras kroppar löste han upp med svavelsyra, varefter han sålde deras ägodelar.
Haighs sista offer blev Olive Durand-Deacon, en förmögen änka, som han i februari 1949 lurade till sin verkstad på Leopold Road. Haigh sköt kvinnan i bakhuvudet och placerade kroppen i ett syrabad. Polisen var dock Haigh på spåren och genomsökte verkstaden, där de påträffade tunnan med resterna efter änkans kropp. En patolog fann tre gallstenar och en del av en tandprotes, vilken hade tillhört änkan Durand-Deacon.

## Rättegång och avrättning
Haigh åtalades för sex mord, men påstod att han hade mördat ytterligare tre personer. Inför domstolen försvarade han sig med att han var psykiskt otillräknelig och uppgav att han hade druckit sina offers blod. Attorney general sir Hartley Shawcross uppmanade rätten att förkasta Haighs försvar. Haighs försvarsadvokat, sir David Maxwell Fyfe, kallade ett flertal vittnen som styrkte Haighs mentala ohälsa.
Det tog dock endast några minuter för juryn att avgöra Haighs skuld och domaren Travers Humphreys dömde honom till döden genom hängning. Avrättningen verkställdes den 10 augusti 1949 av skarprättaren Albert Pierrepoint.

## Mordoffer
- William Donald McSwan (9 september 1944)
- Donald och Amy McSwan (2 juli 1945)
- Archibald och Rosalie Henderson (12 februari 1948)
- Henrietta Helen Olive Robarts Durand-Deacon, född Fargus (18 februari 1949)

## Populärkultur
- Fallet Haigh utgör underlag för avsnittet "The Jar of Acid" i radiodramaserien The Black Museum från 1951.
- Haigh spelas av Martin Clunes i ITV-produktionen A Is for Acid från 2002.
- Nigel Fairs spelar Haigh i In Conversation with an Acid Bath Murderer från 2011.
- Haigh är en boss i videospelet Clock Tower 3 från 2002.
- En vaxdocka föreställande Haigh har visats i Madame Tussauds skräckkammare.
- Haigh förekommer i avsnittet "Joy" (2009) i serien Psychoville.